# وانت سن رمی
ونتس سنت رمی (به فرانسوی: Ventes-Saint-Rémy) یک کامین در فرانسه است که در Canton of Saint-Saëns واقع شده‌است.

## خصوصیات
ونتس سنت رمی ۶٫۱۲ کیلومترمربع مساحت و ۲۳۴ نفر جمعیت دارد و ۲۲۰ متر بالاتر از سطح دریا واقع شده‌است.